# Space Warriors – Das verrückte Weltraumcamp
Space Warriors – Das verrückte Weltraumcamp (deutscher DVD-Titel Space Kids – Abenteuer im Weltraumcamp, Originaltitel Space Warriors) ist ein US-amerikanischer Science-Fiction-Film von Sean McNamara.

## Handlung
Der 13-jährige Jimmy wollte schon immer in die Fußstapfen seines Vaters treten und Astronaut werden. Dem Ziel kommt er einen ganzen Schritt näher, als er einen Aufenthalt im NASA-Sommercamp gewinnt. Mit einer gefälschten Sprachnachricht überlistet er seine Mutter, die ihn nicht dorthin gehen lassen wollte.
Im Space-Camp tritt Jimmys Team, die „Space Warriors“, gegen mehrere andere Teams einen Wettkampf an. Dem Siegerteam winkt als Preis ein Flug zur ISS im kommenden Jahr.
Zunächst sind die Space Warriors nicht besonders gut, kämpfen sich aber immer näher an das führende Team, die „Titans“ heran. Mit dem finalen Wettbewerb hätten die Space Warriors die Chance, die Titans noch einzuholen. Allerdings manipuliert Hunter, der Teamführer der Titans, das Fahrzeug der Space Warriors, sodass es kurz vor dem Ziel liegen bleibt.
Nachdem Conway und Chandra, zwei Teammitglieder der Titans, das schlechte Gewissen plagte, informieren sie die Campleitung, woraufhin Hunter des Camps verwiesen und der Sieg den Space Warriors zugesprochen wird.
Während des Wettbewerbs hatte sich auf der ISS ein Unfall ereignet. Drei Besatzungsmitglieder leiden an akutem Sauerstoffmangel und es steht zu befürchten, dass eine russische Rettungsmission zu spät kommen wird. Die Space Warriors haben aber einen Rettungsplan entwickelt und schaffen es, ferngesteuert sowohl eine defekte Ammoniakpumpe an der ISS zu reparieren, als auch die Station zur Vermeidung weiterer Schäden ein Ausweichmanöver fliegen zu lassen, sodass die Besatzung tatsächlich überlebt, bis die russische Rettungsmission eintrifft.

## Produktion
Der Film wurde im Space-Camp in Huntsville, Alabama, während des 43-jährigen Jubiläums der Mondlandung der Apollo 11 gedreht.
Produziert wurde der Film von Walden Media, der US-Vertrieb erfolgte über ARC Entertainment, Franchise-Partner war Hallmark, der Film ist ein „Hallmark Channel Original Movie“.
Der Film wurde in den Vereinigten Staaten am 26. April 2013 auf DVD veröffentlicht, die amerikanische Erstausstrahlung erfolgte am 31. Mai 2013 im Hallmark Channel. Die deutsche Erstaufführung erfolgte am 31. Dezember 2014 in Das Erste, die deutsche DVD-Veröffentlichung am 3. Dezember 2015.

## Rezeption
Der Film könnte als Remake von Space Camp aus dem Jahre 1986, betrachtet werden, die Handlung weicht in Teilen jedoch deutlich ab.
Die geringe Anzahl von Kritiken zeigt, dass die Wahrnehmung des Films insgesamt gering ist. Die wenigen Kritiken sind insgesamt recht negativ:

„Abstruse Story“

„Überzogenes, günstig produziertes (Fernseh-)Hollywood-Märchen“

Die IMDb beurteilt den Film positiver:

„Incorporating historic events, archival footage and amazing special effects, this film will take your family on an inspirational journey through space and directly into the hearts of kids.“

„Mit historischen Ereignissen, Archivmaterial und erstaunlichen Spezialeffekten nimmt dieser Film Ihre Familie mit auf eine inspirierende Reise durch den Weltraum und direkt in die Herzen der Kinder.“

## Synchronisation
Die deutschsprachige Synchronisation stammt von der Hermes Synchron aus Potsdam. Dialogbuch und Dialogregie übernahm Dirk Müller.
| Darsteller        | Sprecher            | Rolle                |
| ----------------- | ------------------- | -------------------- |
| Thomas Horn       | Sebastian Fitzner   | Jimmy                |
| Josh Lucas        | Tobias Kluckert     | Colonel Roy Manley   |
| Mira Sorvino      | Katrin Zimmermann   | Sally Hawkins        |
| Dermot Mulroney   | Charles Rettinghaus | Andy Hawkins         |
| Danny Glover      | Jürgen Kluckert     | Commander Phillips   |
| Michael Zhang     | Gedeon Spindler     | Bao                  |
| Sahana Srinivasan | Annina Braunmiller  | Chandra              |
| Booboo Stewart    | Ricardo Richter     | Conway               |
| Savannah Jayde    | Anita Hopt          | Dani                 |
| Deborah Barnhart  | Sabine Walkenbach   | Dr. Deborah Barnhart |
| Thomas Kasp       | Florian Hoffmann    | Hunter               |
| Ryan Simpkins     | Jodie Blank         | Lacey Myers          |
| Grayson Russell   | Marco Eßer          | Russell Riggs        |
| Nicholas Lobue    | Lukas Schust        | Sergei               |